# スターリングラード防衛記章
スターリングラード防衛記章（ロシア語: Медаль «За оборону Сталинграда»）は、ソビエト連邦の記章。大祖国戦争中のスターリングラード攻防戦において、スターリングラードの防衛に尽力した一般市民や軍人に授与された。1942年12月22日に制定されたスターリングラード防衛記章は、同時に制定されたレニングラード防衛記章・オデッサ防衛記章・セヴァストポリ防衛記章と合わせてソ連初の記章である。

## 概要
スターリングラード防衛記章は、1942年のスターリングラード攻防戦で防衛に尽力した赤軍・赤色海軍・NKVDの部隊や兵士及び民間人を授与対象として、ニコライ・モスカリョーフの設計によって制定された。対象の期間は1942年7月12日から11月19日までである。
佩用する際は左胸に着ける。セヴァストポリ防衛記章を受章している場合はその下位に配置する。
スターリングラード防衛記章の最初の受章者は第64軍を指揮していたミハイル・シュミロフである。
1995年1月1日時点で、スターリングラード防衛記章を受章した人物は約75万9560人に上った。

## 意匠
スターリングラード防衛記章は黄銅製で、直径32mmの正円形をしている。
メダルの表面には、ライフルを構え戦闘準備につく兵士が描かれている。兵士の背景にはソビエト連邦の国旗がはためき、戦車や戦闘機が進軍している。天頂には五芒星があり、円周に沿って«ЗА ОБОРОНУ СТАЛИНГРАДА»（スターリングラード防衛のために）と刻まれている。メダルには凸状の縁取りが入っている。裏面には鎌と槌が描かれ、その下に«ЗА НАШУ СОВЕТСКУЮ РОДИНУ»（我らが祖国ソビエトのために）と刻まれている。
メダルは五角形の台座に繋がっている。台座には絹製でモアレの入った幅24mmの黄色いリボンが巻かれている。リボンの中央には幅2mmの赤色の線が走っている。

## 写真

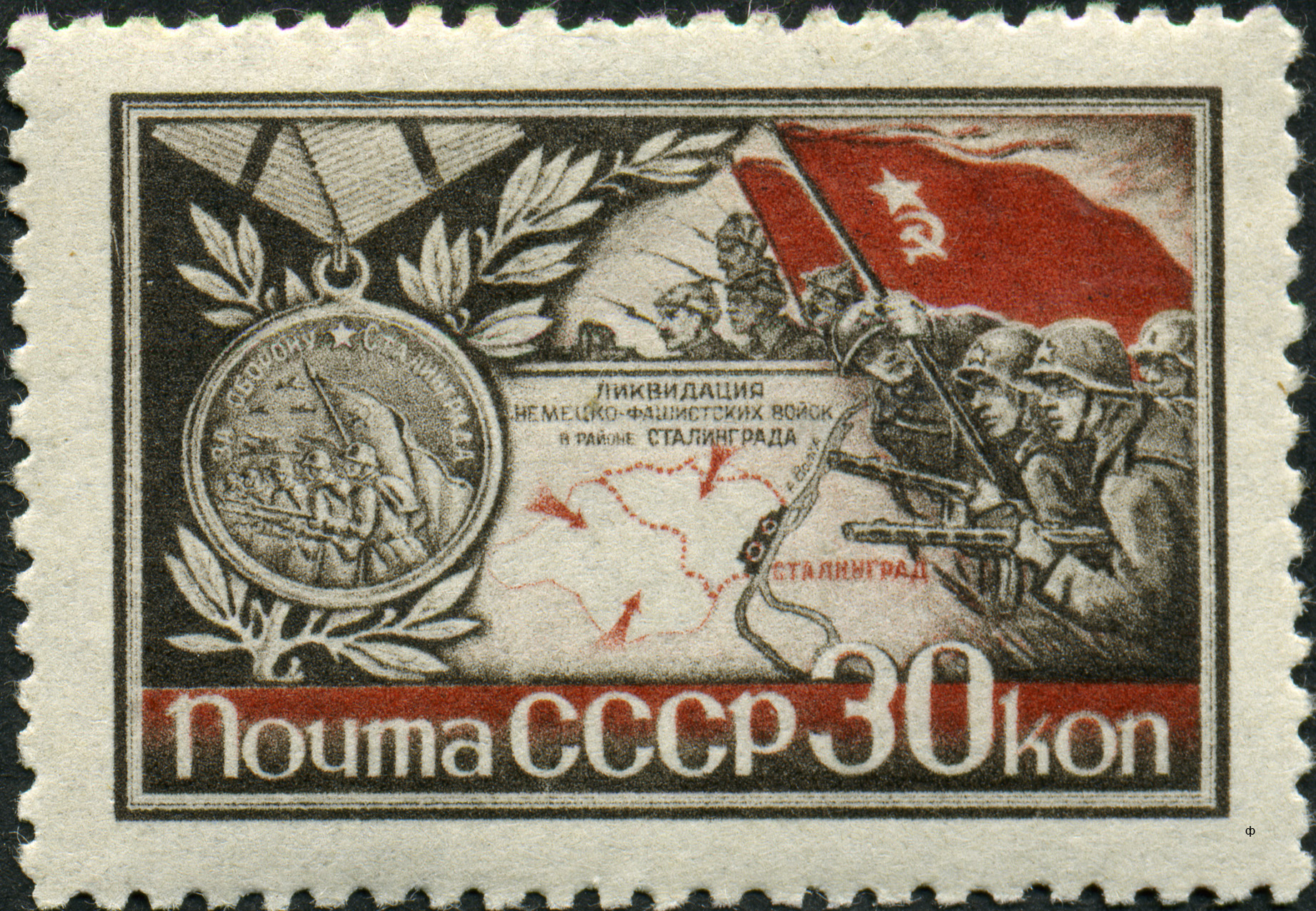
1944年発行の切手
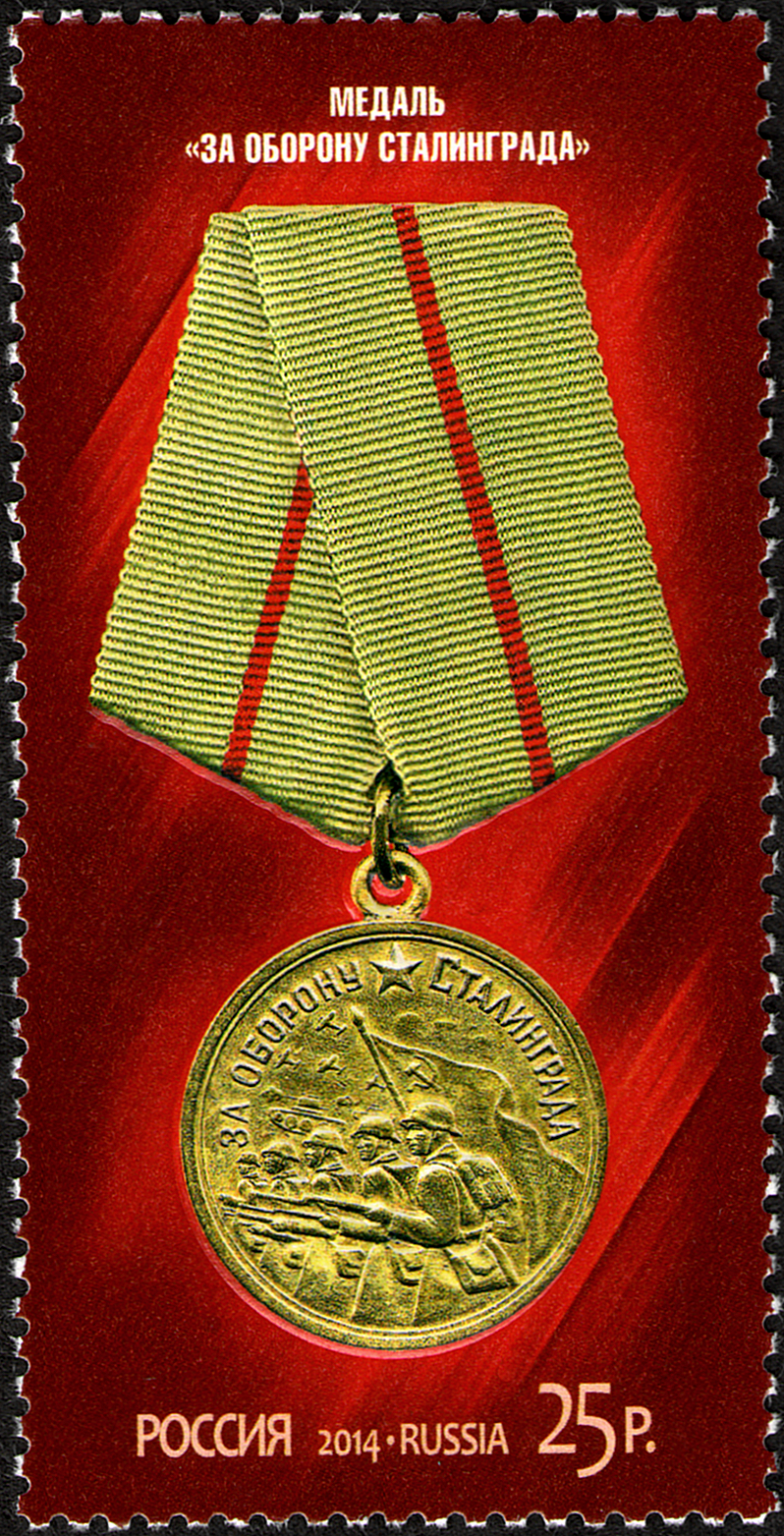
2014年に発売された、「大祖国戦争の防衛記章切手」シリーズに登場したスターリングラード防衛記章切手